# Marie Krøyer

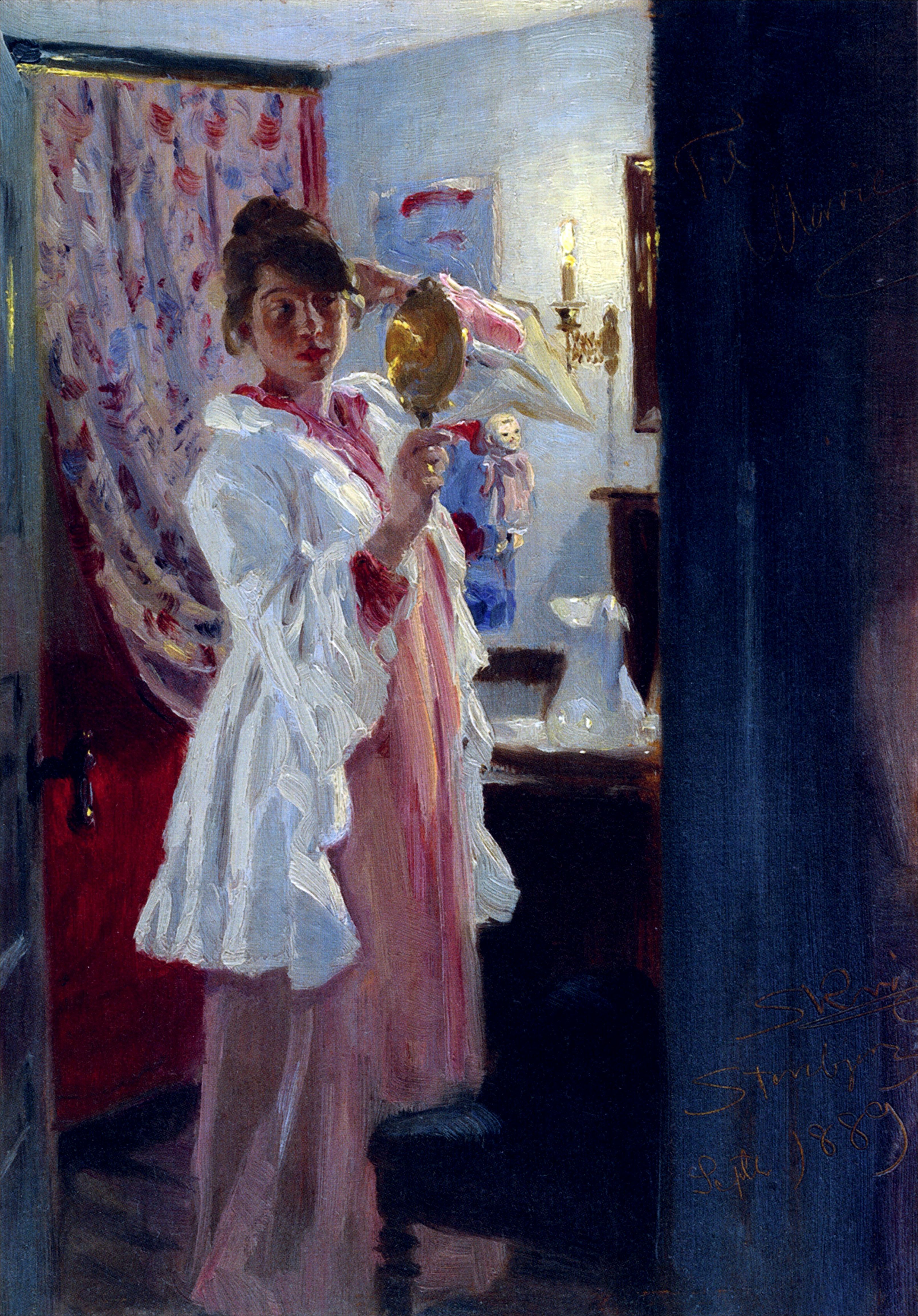
"Interiör med Marie Krøyer", målning av P.S. Krøyer (1889).

Maria (Marie) Martha Mathilde Krøyer (efter 1912 Alfvén), född Triepcke 11 juni 1867 i Frederiksberg, död 25 maj 1940 i Stockholm, var en dansk konstnär. Hon slutade måla omkring 1910 och kom att uppmärksammas som konstnär efter sin död.
Marie Krøyer föddes i Frederiksberg till tyska föräldrar. Hon växte upp i en medelklassmiljö tillsammans med två bröder. Marie Krøyer ville tidigt bli konstnär och studerade i Paris. Hon lärde sig naturalismens principer och influerade i stor utsträckning av de franska impressionisterna. Där träffade hon sin make konstnären Peder Severin Krøyer och 1891 bosatte sig paret i Skagen där de kommande år bodde under sommarhalvåret. Marie Krøyer var gift med Krøyer 1889–1905 som avporträtterade henne i flera av sina verk från Skagen. Tillsammans hade de dottern Vibeke Krøyer (1895–1985). Med den svenske tonsättaren Hugo Alfvén fick hon 1905 dottern Margita Alfvén. Paret gifte sig 1912 och bosatte sig i Uppsala och i Leksands socken i Dalarna. Äktenskapet upplöstes 1936 efter en mångårig rättsprocess.
Under senare år har hennes konstnärskap uppmärksammats och lyfts fram. Bland annat återfanns verk av henne 2002. Hon utvecklade och uppmärksammandes för sin formgivning, i synnerhet hennes arbete med möbler och textilier. Inspirerade av Charles Rennie Mackintosh inredde hon hemmet i Skagen och hemmet i Köpenhamn. I rollen som arkitekt stod hon bakom Alfvéngården i Tällberg.
Hon är representerad vid Skagens Museum. År 2024 visar Prins Eugens Waldemarsudde en utställning om henne i samarbete med Skagens Museum och Den Hirschsprungske Samling.